# Soy Luna en vivo
Soy Luna en vivo fue la tercera gira de cierre mundial de la serie de televisión de Disney Channel Latinoamérica, Soy Luna. La gira inició en Argentina el 15 de junio de 2018, pasó por distintos escenarios de América Latina y finalmente terminó en Argentina el 19 de noviembre del 2018.
El 26 de febrero de 2021 se estrenó la película del concierto en Buenos Aires, Argentina por Disney+ bajo el título Soy Luna, El Último Concierto.

## Antecedentes
En noviembre de 2017 se confirmó que la serie volvería a realizar conciertos en Latinoamérica, siendo esta la última gira de la serie. La etapa latinoamericana comenzará en Buenos Aires en el famoso estadio Luna Park el 15 de junio de 2018, con 14 funciones solo en esta ciudad. Luego, el tour seguirá por distintos puntos de Argentina y por otros países de Latinoamérica. En esta tercera etapa no participara Lionel Ferro, Chiara Parravicini, Katja Martínez, Carolina Kopelioff y Agustín Bernasconi, pero se sumaron a la gira Giovanna Reynaud y Pasquale Di Nuzzo siendo diez integrantes en total.
A mediados de abril de 2018 se confirmó la noticia de que la serie pasará por primera vez a Estados Unidos, pero la noche del 22 de julio de 2018, la empresa responsable de la venta de las entradas confirmó que el show fue cancelado por motivos desconocidos. El primer show sería el 13 de octubre de 2018 en la ciudad de Grand Prairie en el condado de Dallas, Texas,

## Elenco
- Karol Sevilla como Luna Valente
- Ruggero Pasquarelli como Matteo Balsano
- Valentina Zenere como Ámbar Smith
- Michael Ronda como Simón Álvarez
- Malena Ratner como  Delfina "Delfi" Alzamendi
- Luis Antonio Ramos Rios productor musical
- Ana Jara como Jimena "Jim" Medina
- Jorge López como Ramiro Ponce
- Gastón Vietto como Pedro Arias
- Giovanna Reynaud como Emilia Mansfield
- Pasquale Di Nuzzo como Benicio Banderbield

### Invitados especiales
- Children of Bodom (durante toda la gira)
- Dani Martins (presentaciones en Argentina)
- Ami Rodríguez (presentaciones en Colombia)
- Mariachis (presentaciones en México)
- Topa (presentación del día 18 de noviembre de 2018)

## Lista de canciones
| América Latina (2018) |
| --- |
| Argentina - Brasil - Chile - Colombia - Costa Rica - México - Panamá - Perú - República Dominicana - Guatemala 1. Intro 2. Alas (Karol Sevilla, Ruggero Pasquarelli, Valentina Zenere, Michael Ronda, Malena Ratner, Ana Jara, Jorge López, Gastón Vietto, Giovanna Reynaud & Pasquale Di Nuzzo) 3. I've Got a Feeling (Karol Sevilla, Ruggero Pasquarelli, Valentina Zenere, Michael Ronda, Malena Ratner, Ana Jara, Jorge López, Gastón Vietto, Giovanna Reynaud & Pasquale Di Nuzzo) 4. Prófugos (Karol Sevilla, Ruggero Pasquarelli, Valentina Zenere, Michael Ronda, Malena Ratner, Ana Jara, Jorge López, Gastón Vietto, Giovanna Reynaud & Pasquale Di Nuzzo) 5. La Vida es un Sueño (Karol Sevilla) 6. Mírame a Mí (Valentina Zenere) 7. Eres (Karol Sevilla, Ruggero Pasquarelli, Michael Ronda) 8. Invisibles (Ruggero Pasquarelli, Michael Ronda & Gastón Vietto) 9. Sobre Ruedas (Karol Sevilla, Valentina Zenere, Malena Ratner, Ana Jara & Giovanna Reynaud) 10. Princesa (versión acústica) (Ruggero Pasquarelli) 11. Quiero Verte Sonreir (Ruggero Pasquarelli) 12. Sólo Para Ti (Karol Sevilla) 13. ¿Cómo Me Ves? (Valentina Zenere, Jorge López, Giovanna Reynaud & Pasquale Di Nuzzo) 14. Decirte Lo Que Siento (Malena Ratner & Gastón Vietto) 15. Borrar Tu Mirada (Karol Sevilla, Malena Ratner & Ana Jara) 16. I'd Be Crazy (Ruggero Pasquarelli, Michael Ronda, Jorge López Gastón Vietto & Pasquale Di Nuzzo) 17. Tu Cárcel (Karol Sevilla & Michael Ronda) 18. Allá Voy (Ruggero Pasquarelli) 19. Catch Me If You Can (Valentina Zenere) 20. Soy Yo (Karol Sevilla) 21. Tiempo De Amor (Michael Ronda) 22. Quédate (Karol Sevilla & Ruggero Pasquarelli) 23. Alzo Mi Bandera (Karol Sevilla, Ruggero Pasquarelli, Michael Ronda & Gastón Vietto) 24. Honey Funny (Remix) (Ana Jara & Jorge López) 25. Modo Amar (Karol Sevilla, Ruggero Pasquarelli, Valentina Zenere, Michael Ronda, Malena Ratner, Ana Jara, Jorge López, Gastón Vietto, Giovanna Reynaud & Pasquale Di Nuzzo) 26. Valiente (Karol Sevilla, Ruggero Pasquarelli, Valentina Zenere, Michael Ronda, Malena Ratner, Ana Jara, Jorge López, Gastón Vietto, Giovanna Reynaud & Pasquale Di Nuzzo) 27. Vuelo (Karol Sevilla, Ruggero Pasquarelli, Valentina Zenere, Michael Ronda, Malena Ratner, Ana Jara, Jorge López, Gastón Vietto, Giovanna Reynaud & Pasquale Di Nuzzo) 28. Siempre Juntos (Karol Sevilla, Ruggero Pasquarelli, Valentina Zenere, Michael Ronda, Malena Ratner, Ana Jara, Jorge López, Gastón Vietto, Giovanna Reynaud & Pasquale Di Nuzzo) 29. Alas (Karol Sevilla, Ruggero Pasquarelli, Valentina Zenere, Michael Ronda, Malena Ratner, Ana Jara, Jorge López, Gastón Vietto, Giovanna Reynaud & Pasquale Di Nuzzo) 30. Footloose (Karol Sevilla, Ruggero Pasquarelli, Valentina Zenere, Michael Ronda, Malena Ratner, Ana Jara, Jorge López, Gastón Vietto, Giovanna Reynaud & Pasquale Di Nuzzo) |

| La Paz - Bolivia (2018) |
| --- |
| Bolivia 1. Intro 2. Alas (Karol Sevilla, Ruggero Pasquarelli, Valentina Zenere, Michael Ronda, Malena Ratner, Ana Jara, Jorge López, Gastón Vietto, Giovanna Reynaud & Pasquale Di Nuzzo) 3. I've Got a Feeling (Karol Sevilla, Ruggero Pasquarelli, Valentina Zenere, Michael Ronda, Malena Ratner, Ana Jara, Jorge López, Gastón Vietto, Giovanna Reynaud & Pasquale Di Nuzzo) 4. Prófugos (Karol Sevilla, Ruggero Pasquarelli, Valentina Zenere, Michael Ronda, Malena Ratner, Ana Jara, Jorge López, Gastón Vietto, Giovanna Reynaud & Pasquale Di Nuzzo) 1. La Vida es un Sueño (Karol Sevilla) 2. Soy Yo (Karol Sevilla) 3. Quédate (Karol Sevilla & Ruggero Pasquarelli) 4. Mírame a Mí (Valentina Zenere) 5. Invisibles (Michael Ronda, Gastón Vietto & Ruggero Pasquarelli) 6. Sobre Ruedas (Valentina Zenere, Malena Ratner, Ana Jara & Giovanna Reynaud) 7. Princesa (versión acústica) (Ruggero Pasquarelli) 8. Quiero Verte Sonreir (Ruggero Pasquarelli) 9. ¿Cómo Me Ves? (Valentina Zenere, Jorge López, Giovanna Reynaud & Pasquale Di Nuzzo) 10. Decirte Lo Que Siento (Malena Ratner & Gastón Vietto) 11. Borrar Tu Mirada (Malena Ratner & Ana Jara) 12. I'd Be Crazy (Ruggero Pasquarelli, Michael Ronda, Jorge López Gastón Vietto & Pasquale Di Nuzzo) 13. Tu Cárcel (Karol Sevilla & Michael Ronda) 14. Allá Voy (Ruggero Pasquarelli) 15. Catch Me If You Can (Valentina Zenere) 16. Alzo Mi Bandera (Ruggero Pasquarelli, Michael Ronda & Gastón Vietto) 17. Honey Funny (Remix) (Ana Jara & Jorge López) 18. Modo Amar (Ruggero Pasquarelli, Valentina Zenere, Michael Ronda, Malena Ratner, Ana Jara, Jorge López, Gastón Vietto, Giovanna Reynaud & Pasquale Di Nuzzo) 19. Valiente (Ruggero Pasquarelli, Valentina Zenere, Michael Ronda, Malena Ratner, Ana Jara, Jorge López, Gastón Vietto, Giovanna Reynaud & Pasquale Di Nuzzo) 20. Alas (Ruggero Pasquarelli, Valentina Zenere, Michael Ronda, Malena Ratner, Ana Jara, Jorge López, Gastón Vietto, Giovanna Reynaud & Pasquale Di Nuzzo) Nota: Karol Sevilla tuvo un accidente durante el tema La Vida es un Sueño y por eso no pudo estar en algunas canciones. · |

| Ecuador (2018) |
| --- |
| Ecuador 1. Mi Corazón Hace Wow Wow (Jandino) 2. Intro 3. Alas (Karol Sevilla, Ruggero Pasquarelli, Valentina Zenere, Michael Ronda, Malena Ratner, Ana Jara, Jorge López, Gastón Vietto, Giovanna Reynaud & Pasquale Di Nuzzo) 4. I've Got a Feeling (Karol Sevilla, Ruggero Pasquarelli, Valentina Zenere, Michael Ronda, Malena Ratner, Ana Jara, Jorge López, Gastón Vietto, Giovanna Reynaud & Pasquale Di Nuzzo) 5. Prófugos (Karol Sevilla, Ruggero Pasquarelli, Valentina Zenere, Michael Ronda, Malena Ratner, Ana Jara, Jorge López, Gastón Vietto, Giovanna Reynaud & Pasquale Di Nuzzo) 6. La Vida es un Sueño (Karol Sevilla) 7. Mírame a Mí (Valentina Zenere) 8. Eres (Karol Sevilla, Ruggero Pasquarelli & Michael Ronda) 9. Invisibles (Ruggero Pasquarelli, Michael Ronda & Gastón Vietto) 10. Sobre Ruedas (Karol Sevilla, Valentina Zenere, Malena Ratner, Ana Jara & Giovanna Reynaud) 11. Princesa (versión acústica) (Ruggero Pasquarelli) 12. Quiero Verte Sonreir (Ruggero Pasquarelli) 13. Sólo Para Ti (Karol Sevilla) 14. ¿Cómo Me Ves? (Valentina Zenere, Jorge López, Giovanna Reynaud & Pasquale Di Nuzzo) 15. Decirte Lo Que Siento (Malena Ratner & Gastón Vietto) 16. Borrar Tu Mirada (Karol Sevilla, Malena Ratner & Ana Jara) 17. I'd Be Crazy (Ruggero Pasquarelli, Michael Ronda, Jorge López Gastón Vietto & Pasquale Di Nuzzo) 18. Tu Cárcel (Karol Sevilla & Michael Ronda) 19. Allá Voy (Ruggero Pasquarelli) 20. Catch Me If You Can (Valentina Zenere) 21. Soy Yo (Karol Sevilla) 22. Tiempo De Amor (Michael Ronda) 23. Quédate (Karol Sevilla & Ruggero Pasquarelli) 24. Alzo Mi Bandera (Karol Sevilla, Ruggero Pasquarelli, Michael Ronda & Gastón Vietto) 25. Honey Funny (Remix) (Ana Jara & Jorge López) 26. Modo Amar (Karol Sevilla, Ruggero Pasquarelli, Valentina Zenere, Michael Ronda, Malena Ratner, Ana Jara, Jorge López, Gastón Vietto, Giovanna Reynaud & Pasquale Di Nuzzo) 27. Valiente (Karol Sevilla, Ruggero Pasquarelli, Valentina Zenere, Michael Ronda, Malena Ratner, Ana Jara, Jorge López, Gastón Vietto, Giovanna Reynaud & Pasquale Di Nuzzo) 28. Vuelo (Karol Sevilla, Ruggero Pasquarelli, Valentina Zenere, Michael Ronda, Malena Ratner, Ana Jara, Jorge López, Gastón Vietto, Giovanna Reynaud & Pasquale Di Nuzzo) 29. Siempre Juntos (Karol Sevilla, Ruggero Pasquarelli, Valentina Zenere, Michael Ronda, Malena Ratner, Ana Jara, Jorge López, Gastón Vietto, Giovanna Reynaud & Pasquale Di Nuzzo) 30. Alas (Karol Sevilla, Ruggero Pasquarelli, Valentina Zenere, Michael Ronda, Malena Ratner, Ana Jara, Jorge López, Gastón Vietto, Giovanna Reynaud & Pasquale Di Nuzzo) 31. Footloose (Karol Sevilla, Ruggero Pasquarelli, Valentina Zenere, Michael Ronda, Malena Ratner, Ana Jara, Jorge López, Gastón Vietto, Giovanna Reynaud & Pasquale Di Nuzzo) |

| Ciudad de México (2018) |
| --- |
| México 1. Intro 2. Alas (Karol Sevilla, Ruggero Pasquarelli, Valentina Zenere, Michael Ronda, Malena Ratner, Ana Jara, Jorge López, Gastón Vietto, Giovanna Reynaud & Pasquale Di Nuzzo) 3. I've Got a Feeling (Karol Sevilla, Ruggero Pasquarelli, Valentina Zenere, Michael Ronda, Malena Ratner, Ana Jara, Jorge López, Gastón Vietto, Giovanna Reynaud & Pasquale Di Nuzzo) 4. Prófugos (Karol Sevilla, Ruggero Pasquarelli, Valentina Zenere, Michael Ronda, Malena Ratner, Ana Jara, Jorge López, Gastón Vietto, Giovanna Reynaud & Pasquale Di Nuzzo) 5. La Vida es un Sueño (Karol Sevilla) 6. Mírame a Mí (Valentina Zenere) 7. Eres (Karol Sevilla, Ruggero Pasquarelli, Michael Ronda) 8. Invisibles (Ruggero Pasquarelli, Michael Ronda & Gastón Vietto) 9. Sobre Ruedas (Karol Sevilla, Valentina Zenere, Malena Ratner, Ana Jara & Giovanna Reynaud) 10. Princesa (versión acústica) (Ruggero Pasquarelli) 11. Quiero Verte Sonreir (Ruggero Pasquarelli) 12. Sólo Para Ti (Karol Sevilla) 13. ¿Cómo Me Ves? (Valentina Zenere, Jorge López, Giovanna Reynaud & Pasquale Di Nuzzo) 1. Decirte Lo Que Siento (Malena Ratner & Gastón Vietto) 2. Borrar Tu Mirada (Karol Sevilla, Malena Ratner & Ana Jara) 3. I'd Be Crazy (Ruggero Pasquarelli, Michael Ronda, Jorge López Gastón Vietto & Pasquale Di Nuzzo) 4. Tu Cárcel (Karol Sevilla, Michael Ronda & Mariachis) 5. Recuérdame (Karol Sevilla & Mariachis) 6. Allá Voy (Ruggero Pasquarelli) 7. Catch Me If You Can (Valentina Zenere) 8. Soy Yo (Karol Sevilla) 9. Tiempo De Amor (Michael Ronda) 10. Quédate (Karol Sevilla & Ruggero Pasquarelli) 11. Alzo Mi Bandera (Karol Sevilla, Ruggero Pasquarelli, Michael Ronda & Gastón Vietto) 12. Honey Funny (Remix) (Ana Jara & Jorge López) 13. Modo Amar (Karol Sevilla, Ruggero Pasquarelli, Valentina Zenere, Michael Ronda, Malena Ratner, Ana Jara, Jorge López, Gastón Vietto, Giovanna Reynaud & Pasquale Di Nuzzo) 14. Valiente (Karol Sevilla, Ruggero Pasquarelli, Valentina Zenere, Michael Ronda, Malena Ratner, Ana Jara, Jorge López, Gastón Vietto, Giovanna Reynaud & Pasquale Di Nuzzo) 15. Vuelo (Karol Sevilla, Ruggero Pasquarelli, Valentina Zenere, Michael Ronda, Malena Ratner, Ana Jara, Jorge López, Gastón Vietto, Giovanna Reynaud & Pasquale Di Nuzzo) 16. Siempre Juntos (Karol Sevilla, Ruggero Pasquarelli, Valentina Zenere, Michael Ronda, Malena Ratner, Ana Jara, Jorge López, Gastón Vietto, Giovanna Reynaud & Pasquale Di Nuzzo) 17. Alas (Karol Sevilla, Ruggero Pasquarelli, Valentina Zenere, Michael Ronda, Malena Ratner, Ana Jara, Jorge López, Gastón Vietto, Giovanna Reynaud & Pasquale Di Nuzzo) 18. Footloose (Karol Sevilla, Ruggero Pasquarelli, Valentina Zenere, Michael Ronda, Malena Ratner, Ana Jara, Jorge López, Gastón Vietto, Giovanna Reynaud & Pasquale Di Nuzzo) |

| Guadalajara (7 de octubre de 2018) |
| --- |
| México 1. Intro 2. Alas (Karol Sevilla, Ruggero Pasquarelli, Michael Ronda, Malena Ratner, Ana Jara, Jorge López, Gastón Vietto, Giovanna Reynaud & Pasquale Di Nuzzo) 3. I've Got a Feeling (Karol Sevilla, Ruggero Pasquarelli, Michael Ronda, Malena Ratner, Ana Jara, Jorge López, Gastón Vietto, Giovanna Reynaud & Pasquale Di Nuzzo) 4. Prófugos (Karol Sevilla, Ruggero Pasquarelli, Michael Ronda, Malena Ratner, Ana Jara, Jorge López, Gastón Vietto, Giovanna Reynaud & Pasquale Di Nuzzo) 5. La Vida es un Sueño (Karol Sevilla) 6. Eres (Karol Sevilla, Ruggero Pasquarelli, Michael Ronda) 7. Invisibles (Ruggero Pasquarelli, Michael Ronda & Gastón Vietto) 8. Sobre Ruedas (Karol Sevilla, Malena Ratner, Ana Jara & Giovanna Reynaud) 9. Princesa (versión acústica) (Ruggero Pasquarelli) 10. Quiero Verte Sonreir (Ruggero Pasquarelli) 11. Sólo Para Ti (Karol Sevilla) 12. ¿Cómo Me Ves? (Jorge López, Giovanna Reynaud & Pasquale Di Nuzzo) 13. Decirte Lo Que Siento (Malena Ratner & Gastón Vietto) 14. Borrar Tu Mirada (Karol Sevilla, Malena Ratner & Ana Jara) 15. I'd Be Crazy (Ruggero Pasquarelli, Michael Ronda, Jorge López Gastón Vietto & Pasquale Di Nuzzo) 16. Tu Cárcel (Karol Sevilla & Michael Ronda) 17. Allá Voy (Ruggero Pasquarelli) 18. Soy Yo (Karol Sevilla) 19. Tiempo De Amor (Michael Ronda) 20. Quédate (Karol Sevilla & Ruggero Pasquarelli) 21. Alzo Mi Bandera (Karol Sevilla, Ruggero Pasquarelli, Michael Ronda & Gastón Vietto) 22. Honey Funny (Remix) (Ana Jara & Jorge López) 23. Modo Amar (Karol Sevilla, Ruggero Pasquarelli, Michael Ronda, Malena Ratner, Ana Jara, Jorge López, Gastón Vietto, Giovanna Reynaud & Pasquale Di Nuzzo) 24. Valiente (Karol Sevilla, Ruggero Pasquarelli, Michael Ronda, Malena Ratner, Ana Jara, Jorge López, Gastón Vietto, Giovanna Reynaud & Pasquale Di Nuzzo) 25. Vuelo (Karol Sevilla, Ruggero Pasquarelli, Michael Ronda, Malena Ratner, Ana Jara, Jorge López, Gastón Vietto, Giovanna Reynaud & Pasquale Di Nuzzo) 26. Siempre Juntos (Karol Sevilla, Ruggero Pasquarelli, Michael Ronda, Malena Ratner, Ana Jara, Jorge López, Gastón Vietto, Giovanna Reynaud & Pasquale Di Nuzzo) 27. Alas (Karol Sevilla, Ruggero Pasquarelli, Michael Ronda, Malena Ratner, Ana Jara, Jorge López, Gastón Vietto, Giovanna Reynaud & Pasquale Di Nuzzo) 28. Footloose (Karol Sevilla, Ruggero Pasquarelli, Michael Ronda, Malena Ratner, Ana Jara, Jorge López, Gastón Vietto, Giovanna Reynaud & Pasquale Di Nuzzo) Nota: Valentina Zenere se enfermó y no pudo estar en este show. |

| Buenos Aires (17, 18 y 19 de noviembre de 2018) |
| --- |
| Argentina 1. Intro 2. Alas (Karol Sevilla, Ruggero Pasquarelli, Valentina Zenere, Michael Ronda, Malena Ratner, Ana Jara, Jorge López, Gastón Vietto, Giovanna Reynaud & Pasquale Di Nuzzo) 3. I've Got a Feeling (Karol Sevilla, Ruggero Pasquarelli, Valentina Zenere, Michael Ronda, Malena Ratner, Ana Jara, Jorge López, Gastón Vietto, Giovanna Reynaud & Pasquale Di Nuzzo) 4. Prófugos (Karol Sevilla, Ruggero Pasquarelli, Valentina Zenere, Michael Ronda, Malena Ratner, Ana Jara, Jorge López, Gastón Vietto, Giovanna Reynaud & Pasquale Di Nuzzo) 5. La Vida es un Sueño (Karol Sevilla) 6. Mírame a Mí (Valentina Zenere) 7. Eres (Karol Sevilla, Ruggero Pasquarelli, Michael Ronda) 8. Invisibles (Ruggero Pasquarelli, Michael Ronda & Gastón Vietto) 9. Sobre Ruedas (Karol Sevilla, Valentina Zenere, Malena Ratner, Ana Jara & Giovanna Reynaud) 10. Princesa (versión acústica) (Ruggero Pasquarelli) 11. Quiero Verte Sonreir (Ruggero Pasquarelli) 12. Sólo Para Ti (Karol Sevilla) 13. ¿Cómo Me Ves? (Valentina Zenere, Jorge López, Giovanna Reynaud & Pasquale Di Nuzzo) 14. Decirte Lo Que Siento (Malena Ratner & Gastón Vietto) 15. Borrar Tu Mirada (Karol Sevilla, Malena Ratner & Ana Jara) 16. I'd Be Crazy (Ruggero Pasquarelli, Michael Ronda, Jorge López Gastón Vietto & Pasquale Di Nuzzo) 17. Tu Cárcel (Karol Sevilla & Michael Ronda) 18. Allá Voy (Ruggero Pasquarelli) 19. Catch Me If You Can (Valentina Zenere) 20. Soy Yo (Karol Sevilla) 21. Tiempo De Amor (Michael Ronda) 22. Quédate (Karol Sevilla & Ruggero Pasquarelli) 23. Alzo Mi Bandera (Karol Sevilla, Ruggero Pasquarelli, Michael Ronda & Gastón Vietto) 24. El lugar (Karol Sevilla) 25. Honey Funny (Remix) (Ana Jara & Jorge López) 26. Modo Amar (Karol Sevilla, Ruggero Pasquarelli, Valentina Zenere, Michael Ronda, Malena Ratner, Ana Jara, Jorge López, Gastón Vietto, Giovanna Reynaud & Pasquale Di Nuzzo) 27. Valiente (Karol Sevilla, Ruggero Pasquarelli, Valentina Zenere, Michael Ronda, Malena Ratner, Ana Jara, Jorge López, Gastón Vietto, Giovanna Reynaud & Pasquale Di Nuzzo) 28. Vuelo (Karol Sevilla, Ruggero Pasquarelli, Valentina Zenere, Michael Ronda, Malena Ratner, Ana Jara, Jorge López, Gastón Vietto, Giovanna Reynaud & Pasquale Di Nuzzo) 29. Siempre Juntos (Karol Sevilla, Ruggero Pasquarelli, Valentina Zenere, Michael Ronda, Malena Ratner, Ana Jara, Jorge López, Gastón Vietto, Giovanna Reynaud & Pasquale Di Nuzzo) 30. Alas (Karol Sevilla, Ruggero Pasquarelli, Valentina Zenere, Michael Ronda, Malena Ratner, Ana Jara, Jorge López, Gastón Vietto, Giovanna Reynaud & Pasquale Di Nuzzo) 31. Footloose (Karol Sevilla, Ruggero Pasquarelli, Valentina Zenere, Michael Ronda, Malena Ratner, Ana Jara, Jorge López, Gastón Vietto, Giovanna Reynaud & Pasquale Di Nuzzo) |

## Fechas del tour
| Fecha                    | Ciudad                  | País                 | Lugar                                | Núm. de Funciones |
| América Latina           | América Latina          | América Latina       | América Latina                       | América Latina    |
| ------------------------ | ----------------------- | -------------------- | ------------------------------------ | ----------------- |
| 15 de junio de 2018      | Buenos Aires            | Argentina            | Luna Park                            | 1                 |
| 16 de junio de 2018      | Buenos Aires            | Argentina            | Luna Park                            | 2                 |
| 17 de junio de 2018      | Buenos Aires            | Argentina            | Luna Park                            | 2                 |
| 19 de junio de 2018      | Buenos Aires            | Argentina            | Luna Park                            | 1                 |
| 20 de junio de 2018      | Buenos Aires            | Argentina            | Luna Park                            | 2                 |
| 21 de junio de 2018      | Buenos Aires            | Argentina            | Luna Park                            | 1                 |
| 22 de junio de 2018      | Buenos Aires            | Argentina            | Luna Park                            | 1                 |
| 23 de junio de 2018      | Buenos Aires            | Argentina            | Luna Park                            | 2                 |
| 24 de junio de 2018      | Buenos Aires            | Argentina            | Luna Park                            | 2                 |
| 7 de julio de 2018       | Mar del Plata           | Argentina            | Estadio Polideportivo Islas Malvinas | 2                 |
| 13 de julio de 2018      | Santiago                | Chile                | Movistar Arena                       | 1                 |
| 14 de julio de 2018      | Santiago                | Chile                | Movistar Arena                       | 2                 |
| 15 de julio de 2018      | Santiago                | Chile                | Movistar Arena                       | 1                 |
| 27 de julio de 2018      | São Paulo               | Brasil               | Credicard Hall                       | 2                 |
| 29 de julio de 2018      | Río de Janeiro          | Brasil               | KM de Vantagens Hall                 | 1                 |
| 4 de agosto de 2018      | Santa Fe                | Argentina            | Estadio del Club Unión de Santa Fe   | 2                 |
| 8 de agosto de 2018      | Mendoza                 | Argentina            | Estadio Cubierto Malvinas Argentinas | 1                 |
| 11 de agosto de 2018     | Córdoba                 | Argentina            | Orfeo Superdomo                      | 2                 |
| 12 de agosto de 2018     | Córdoba                 | Argentina            | Orfeo Superdomo                      | 1                 |
| 15 de agosto de 2018     | Santa Cruz de la Sierra | Bolivia              | Estadio Real Santa Cruz              | 1                 |
| 17 de agosto de 2018     | La Paz                  | Bolivia              | Estadio Rafael Mendoza Castellón     | 1                 |
| 19 de agosto de 2018     | Cochabamba              | Bolivia              | Feicobol                             | 1                 |
| 23 de agosto de 2018     | Lima                    | Perú                 | Jockey Club del Perú                 | 1                 |
| 26 de agosto de 2018     | Guayaquil               | Ecuador              | Estadio Modelo Alberto Spencer       | 1                 |
| 29 de agosto de 2018     | Quito                   | Ecuador              | Estadio Olímpico Atahualpa           | 1                 |
| 1 de septiembre de 2018  | Bogotá                  | Colombia             | Centro de Eventos Autopista Norte    | 1                 |
| 2 de septiembre de 2018  | Bogotá                  | Colombia             | Centro de Eventos Autopista Norte    | 1                 |
| 7 de septiembre de 2018  | Medellín                | Colombia             | Plaza de Toros La Macarena           | 1                 |
| 13 de septiembre de 2018 | Ciudad de Panamá        | Panamá               | Centro de Convenciones Amador        | 1                 |
| 15 de septiembre de 2018 | San José                | Costa Rica           | Estadio Nacional de Costa Rica       | 1                 |
| 18 de septiembre de 2018 | Santo Domingo           | República Dominicana | Estadio Quisqueya                    | 1                 |
| 21 de septiembre de 2018 | Ciudad de México        | México               | Auditorio Nacional                   | 1                 |
| 22 de septiembre de 2018 | Ciudad de México        | México               | Auditorio Nacional                   | 2                 |
| 23 de septiembre de 2018 | Ciudad de México        | México               | Auditorio Nacional                   | 2                 |
| 25 de septiembre de 2018 | Ciudad de México        | México               | Auditorio Nacional                   | 1                 |
| 26 de septiembre de 2018 | Ciudad de México        | México               | Auditorio Nacional                   | 1                 |
| 27 de septiembre de 2018 | Querétaro               | México               | Auditorio Josefa Ortiz de Domínguez  | 1                 |
| 29 de septiembre de 2018 | Monterrey               | México               | Auditorio Citibanamex                | 2                 |
| 30 de septiembre de 2018 | Monterrey               | México               | Auditorio Citibanamex                | 2                 |
| 4 de octubre de 2018     | Puebla                  | México               | Acrópolis                            | 1                 |
| 6 de octubre de 2018     | Guadalajara             | México               | Auditorio Telmex                     | 2                 |
| 7 de octubre de 2018     | Guadalajara             | México               | Auditorio Telmex                     | 2                 |
| 10 de octubre de 2018    | Ciudad de Guatemala     | Guatemala            | Explanada Cardales de Cayala         | 1                 |
| 22 de octubre de 2018    | Tucumán                 | Argentina            | Club Central Córdoba                 | 1                 |
| 25 de octubre de 2018    | Salta                   | Argentina            | Estadio Padre Ernesto Martearena     | 1                 |
| 14 de noviembre de 2018  | Montevideo              | Uruguay              | Antel Arena                          | 1                 |
| 17 de noviembre de 2018  | Buenos Aires            | Argentina            | Luna Park                            | 1                 |
| 18 de noviembre de 2018  | Buenos Aires            | Argentina            | Luna Park                            | 2                 |
| 19 de noviembre de 2018  | Buenos Aires            | Argentina            | Luna Park                            | 2                 |

### Shows cancelados
| Fecha                    | Ciudad       | País           | Lugar                             | Núm. de Funciones | Causa |
| ------------------------ | ------------ | -------------- | --------------------------------- | ----------------- | ----- |
| 5 de septiembre de 2018  | Barranquilla | Colombia       | Centro de Eventos Puerta de Oro   | 1                 |       |
| 6 de septiembre de 2018  | Cartagena    | Colombia       | Estadio Olímpico Jaime Morón León | 1                 |       |
| 9 de septiembre de 2018  | Cali         | Colombia       | Coliseo El Pueblo                 | 1                 |       |
| 11 de septiembre de 2018 | Bucaramanga  | Colombia       | Estadio Alfonso Lopez             | 1                 |       |
| 12 de septiembre de 2018 | Pereira      | Colombia       | Estadio Hernan Ramirez Villegas   | 1                 |       |
| 13 de octubre de 2018    | Dallas       | Estados Unidos | Verizon Theatre at Grand Prairie  | 1                 |       |
| 28 de octubre de 2018    | La Rioja     | Argentina      | Estadio Superdomo                 | 1                 |       |

## Recaudaciones
| Fecha                       | Lugar                 | Ciudad           | Funciones | Entradas vendidas / Entradas disponibles | Recaudación |
| --------------------------- | --------------------- | ---------------- | --------- | ---------------------------------------- | ----------- |
| 27 de julio de 2018         | Credicard Hall        | São Paulo        | 2         | 15,319 / 16,240                          | $812,248    |
| 21-26 de septiembre de 2018 | Auditorio Nacional    | Ciudad de México | 7         | 65,092 / 66,262                          | $3,954,409  |
| 29-30 de septiembre de 2018 | Auditorio Citibanamex | Monterrey        | 4         | 25,077 / 25,848                          | $1,899,205  |
| 6-7 de octubre de 2018      | Auditorio Telmex      | Guadalajara      | 4         | 27,730 / 31,476                          | $1,685,958  |